# Abner González
Abner González Rivera (Moca, 9 ottobre 2000) è un ciclista su strada portoricano, che corre per il team Caja Rural-Seguros RGA, è professionista dal 2021.

## Palmarès

### Strada
- 2019 (Inteja Imca-Ridea DCT, una vittoria)

Campionati portoricani, Prova in linea Elite
- 2020 (Telcom-On Clima-Osés Const, due vittorie)

2ª tappa Vuelta a Alicante (Busot > Cuevas Canelobre, cronometro)
Clásica Ciudad de Torredonjimeno
- 2021 (Movistar Team, due vittorie)

Campionati portoricani, Prova a cronometro Elite
Campionati portoricani, Prova in linea Elite
- 2022 (Movistar Team, una vittoria)

Campionati portoricani, Prova in linea Elite
- 2024 (Efapel Cycling, una vittoria)

9ª tappa Volta a Portugal (Maia > Mondim de Basto)
- 2025 (Caja Rural-Seguros RGA, una vittoria)

Campionati portoricani, Prova in linea Elite

#### Altri successi
- 2021 (Movistar Team)

Classifica giovani Volta a Portugal

## Piazzamenti

### Classiche monumento
- Milano-Sanremo

2022: 45º

### Competizioni mondiali
- Campionati del mondo

Bergen 2017 - In linea Junior: 88º
Innsbruck 2018 - In linea Junior: ritirato